# Zacharie Boucher
Zacharie Boucher (ur. 7 marca 1992 w Saint-Pierre) – francuski bramkarz, grający w zespole Angers SCO.

## Kariera klubowa
Od 2007 roku został przeszkolony w szkole piłkarskiej Le Havre AC. W 2011 zadebiutował w drużynie zawodowej Le Havre AC na szczeblu Ligue 2.
21 stycznia 2014 roku podpisał 3-letni kontrakt z pierwszoligowym Toulouse FC. W 2015 roku odszedł do AJ Auxerre. W 2018 roku został wypożyczony do Angers SCO.
| Sezon     | Klub        | Kraj    | Rozgrywki | Mecze | Bramki | Rozgrywki Europy | Mecze | Bramki |
| --------- | ----------- | ------- | --------- | ----- | ------ | ---------------- | ----- | ------ |
| 2011/2012 | Le Havre AC | Francja | Ligue 2   | 16    | 0      | –                | –     | –      |
| 2012/2013 | Le Havre AC | Francja | Ligue 2   | 29    | 1      | –                | –     | –      |
| 2013/2014 | Le Havre AC | Francja | Ligue 2   | 20    | 0      | –                | –     | –      |
| 2013/2014 | Toulouse FC | Francja | Ligue 1   | 17    | 0      | –                | –     | –      |
| 2014/2015 | Toulouse FC | Francja | Ligue 1   | 15    | 0      | –                | –     | –      |
| 2015/2016 | AJ Auxerre  | Francja | Ligue 2   | 36    | 0      | –                | –     | –      |

Stan na: koniec sezonu 2015/2016